# Iwaniańce (rejon ignaliński)
Iwaniańce (lit. Jonėnai) – wieś na Litwie, w okręgu uciańskim, w rejonie ignalińskim, w gminie Przyjaźń.

## Historia
W czasach zaborów wieś rządowa w gminie Daugieliszki, w powiecie święciańskim, w guberni wileńskiej Imperium Rosyjskiego. W 1866 roku miała 89 mieszkańców w 13 doamch. W 1905 roku liczyła 185 mieszkańców, 261 dziesięcin.
W dwudziestoleciu międzywojennym wieś leżaał w Polsce, w województwie wileńskim, w powiecie święciańskim, w gminie Daugieliszki.
W 1931 w 23 domach zamieszkiwało 115 osób.
Miejscowość należała do parafii rzymskokatolickiej w Daugieliszkach. Podlegała pod Sąd Grodzki w Święcianach i Okręgowy w Wilnie; właściwy urząd pocztowy mieścił się w Daugieliszkach.
Od 1991 roku na niepodległej Litwie.